# Heart Like Mine
Heart Like Mine è una canzone della cantante country statunitense Miranda Lambert, estratta come quinto singolo dal suo quarto album in studio Revolution. È stato pubblicato il 10 gennaio 2011 dall'etichetta discografica Columbia Nashville.
Il singolo è una canzone country uptempo scritta da Travis Howard, Miranda Lambert e Ashley Monroe e prodotta da Frank Liddell e Mike Wrucke. Gli strumenti utilizzati per la base musicale sono la chitarra elettrica, il banjo e la steel guitar. Il testo della canzone parla di una ragazza aspra, che tuttavia ignora le critiche dei suoi familiari e dei suoi amici perché, secondo lei, Gesù avrebbe compreso un "cuore come il suo". Heart Like Mine è entrato alla posizione numero 58 nella classifica country statunitense l'8 gennaio 2011 e ha finora raggiunto la numero 37.

## Classifiche
| Classifica (2011)     | Posizione massima |
| --------------------- | ----------------- |
| Canada                | 69                |
| Stati Uniti           | 44                |
| Stati Uniti (Country) | 1                 |